# 龙潭拱桥
龙潭拱桥俗称“广桥”，是一座宋代单孔石拱桥，位于中国福建省泉州市洛江区罗溪镇广桥村北的龙潭溪上，宋淳熙八年(1181年)由当地人彭映、僧白昕等建造，长13.8米，宽2.5米，高8.7米。
1992年9月，龙潭拱桥公布为第三批泉州市文物保护单位。